# (456677) Yepeijian
(456677) Yepeijian est un astéroïde de la ceinture principale.

## Description
(456677) Yepeijian est un astéroïde de la ceinture principale. Il fut découvert le 11 septembre 2007 à XuYi par le programme de relevé astronomique d'objets géocroiseurs de l'observatoire de la Montagne Pourpre (PMO NEO). Il présente une orbite caractérisée par un demi-grand axe de 2,43 UA, une excentricité de 0,20 et une inclinaison de 4,19° par rapport à l'écliptique.